# Estación de La Quemada
La Quemada fue una estación de trenes que se encuentra en La Quemada, Jalisco.

## Historia
La estación fue edificada en terrenos que fueron de la Hacienda de San Andrés, los cuales adquiridos por el Southern Pacific Railroad de Mexico, los cuales fueron otorgados a los señores Manuel E. Orendaín y herederos de Tomás S. Oredaín, esto mediante una escritura de compra-venta del 16 de julio de 1928. En 1918 estaba construida la línea desde Nogales hasta La Quemada.
En 1923, el general Álvaro Obregón, hizo una visita a la estación para inaugurar el entronque de la vía del ferrocarril, que venía de Nogales, con la de Guadalajara-La Quemada.